# 蒲田女児放置死事件
蒲田女児放置死事件(かまたじょじほうちしじけん)は、2020年（令和2年）6月に育児放棄され8日間放置された当時3歳の女児が衰弱死し母親が逮捕された事件である。

## 概要
2020年6月、東京都大田区蒲田のワンルームマンションで、当時3歳の女児が8日間育児放棄された上衰弱死する事件が発生した。司法解剖の結果女児は死後2、3日経過しており胃の中は空っぽだった。
加害者であり女児の母親であるKは、女児を家に置いたまま鹿児島市内の交際男性のところへ遊びに行っており、6月13日に家へ帰宅した際女児が亡くなっている事に気づき帰宅して約1時間後に自ら119番通報したと見られる。
女児は発見当時痩せていて、部屋の中には空きペットボトルや菓子の袋が散乱していた。
加害者のKは、2020年7月7日に保護責任者遺棄致死の疑いで逮捕された。

## 裁判
逮捕後にKは鑑定留置に入れられた後、2020年10月23日に刑事責任が問えると判断され起訴された。
東京地方裁判所にて行われた裁判で検察側は懲役11年を求刑したのに対し、2022年2月9日に懲役8年の実刑判決を受けた。
その後被告側は東京高等裁判所へ控訴したが、2023年2月24日に一審の判決を支持し、棄却された。

## 加害者の生い立ち
加害者であるKは宮崎県で生まれた。8歳の頃に実母からしつけとして頬を平手打ちされ全治2週間の大怪我を負い両親が逮捕され、Kは児童相談所に保護された。
その後Kは児童相談所から児童養護施設へ移り、施設から学校に通っていた。